# Кітамото

36°1′37″ пн. ш. 139°31′48″ сх. д. / 36.02694° пн. ш. 139.53000° сх. д.
Кітамо́то (яп. 北本市, きたもとし, МФА: [kʲitamoto ɕi̥]) — місто в Японії, в префектурі Сайтама.

## Короткі відомості
Розташоване в центральній частині префектури. Виникло на місці середньовічного постоялого містечка на Середгірському шляху. Основою економіки є сільське господарство, виробництво електротоварів, машинобудування. Станом на 1 жовтня 2008 площа міста становила 19,84 км². Станом на 1 січня 2009 населення міста становило 69 703 осіб.

## Міста-побратими
- Айдзу-Банґе, Японія (1992)